# Montarnaud
Montarnaud is een gemeente in het Franse departement Hérault (regio Occitanie). De plaats maakt deel uit van het arrondissement Lodève. Montarnaud telde op 1 januari 2022 4.186 inwoners.

## Geografie
De oppervlakte van Montarnaud bedroeg op 1 januari 2022 27,53 vierkante kilometer; de bevolkingsdichtheid was toen 152,1 inwoners per km².

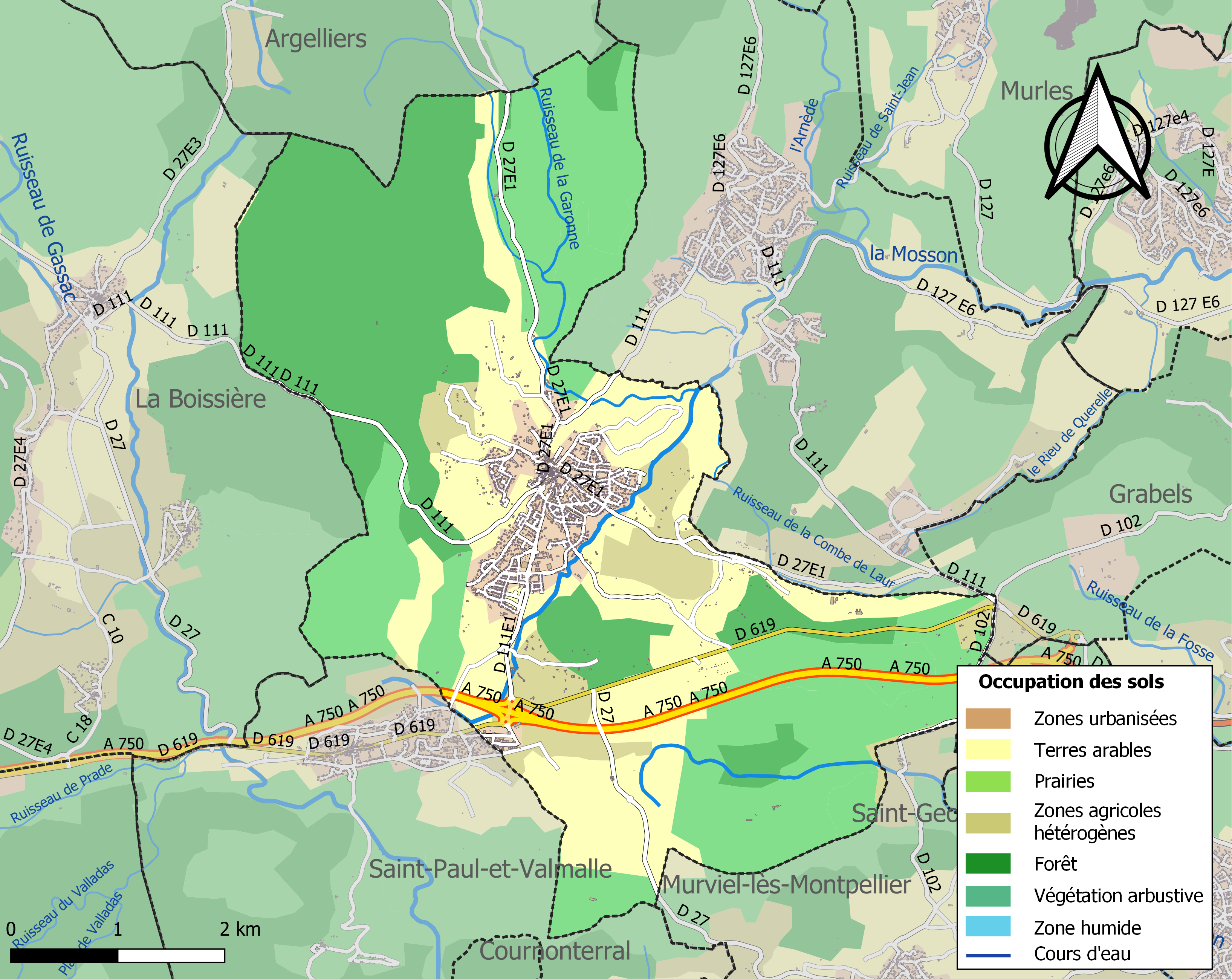
Kaart van de gemeente met belangrijkste infrastructuur, bodemgebruik en omliggende gemeenten

## Demografie
Onderstaande figuur toont het verloop van het inwonertal (bron: INSEE-tellingen).